# 대구강북경찰서
대구강북경찰서(大邱江北警察署, Daegu Gangbuk Police Station)는 대구광역시경찰청이 관할하는 경찰서 중 하나이다. 대구광역시 북구 중 금호강 이북지역을 관할한다. 대구광역시 북구 동암로 130에 위치하고 있다.
서장은 총경으로 보한다.

## 기본 정보
- 주소: 대구광역시 북구 동암로 130

## 연혁
- 2013년 5월 8일 강북경찰서 개서
- 2017년 5월 11일 관문파출소 개소

## 관할 지구대
| 명칭       | 사진 | 주소          | 관할구역 | 치안센터                  |
| ---------- | ---- | ------------- | -------- | ------------------------- |
| 동천지구대 |      | 구암로 157    |          | 태전치안센터 매천치안센터 |
| 강북지구대 |      | 동암로 171    |          | 칠곡치안센터 동호치안센터 |
| 무태파출소 |      | 서변로 62     |          |                           |
| 관문파출소 |      | 구암로65길 38 |          | 2017년 5월 11일 개소.     |

## 같이 보기
- 대구광역시경찰청